# マカオの竜
『マカオの竜』（マカオのりゅう）は、1965年12月18日に日活により配給された、江崎実生監督、小林旭主演のアクション映画。戸川幸夫原作の「ヨコハマ」の映画化。

## ストーリー
横浜港に、香港の宝石会社からの盗まれたダイヤを取り戻す仕事を引き受けた、マカオの竜と呼ばれる男がやってきた。竜は取引に使う三十万ドルもの大金を所持していたため、2つの組織から命を狙われる。竜はリエという組織の女に騙され睡眠薬を飲まされ、スーツケースを奪われる。

## 配役
- 小林旭 : マカオの竜
- 宍戸錠 : 会津
- 松原智恵子 : 香蘭
- 十朱幸代 : 奈美
- 弓恵子 : リエ
- 小高雄二 : 失代
- 郷えい治 : 畑
- 玉村駿太郎 : 順
- 中平哲仟 : タミ
- 根本義幸 : ケン
- 柴田新三 : 秀
- 柳瀬志郎 : 清水
- 瀬山孝司 : 岸
- 長弘 : 依田刑事
- 長尾敏之助 : 曽根部長刑事
- 武智豊子 : ハツ
- 木浦佑三 : 北川刑事
- 谷村昌彦 : 張
- 佐野浅夫 : 塚由

## スタッフ
- 監督 : 江崎実生
- 脚本 : 山崎巌、江崎実生
- 企画 : 岩井金男
- 撮影 : 横山実
- 音楽 : 伊部晴美
- 編集 : 鈴木晄
- 主題歌 : 「赤い流れ星」: 小林旭

## 併映作品
- 『殴り込み関東政』: 野口晴康監督